# The Shopworn Angel
The Shopworn Angel è un film del 1938 diretto da H.C. Potter.
Basato sul racconto Private Pettigrew's Girl, di Dana Burnet, già portato sullo schermo nel 1919 (Pettigrew's Girl) e poi nel 1928 (L'idolo del sogno, di cui The Shopworn Angel è considerato un diretto remake).